# 栈潜
栈潜（?—?），字彦皇，任城郡（今山东省济宁）人，三国时曹魏大臣。
栈潜在曹操时期历职县令，督守邺城。当时曹丕是世子，一心喜欢打猎，早出晚归。栈潜劝谏曹丕不要耽于田猎。曹丕听了不高兴，但是还是减少了打猎的次数。曹丕即位为魏文帝，想立郭女王为皇后，栈潜上书以为不妥，曹丕沒聽從，依舊以郭女王為皇后。魏明帝兴役过度，栈潜上书劝谏。栈潜后被任命为燕国中尉，推辞有病没有就任，去世。